# 狼 男たちの挽歌・最終章
『狼 男たちの挽歌・最終章』（おおかみ おとこたちのばんかさいしゅうしょう、原題：喋血雙雄、英題：The Killer）は1989年の香港映画。
邦題には「男たちの挽歌」という言葉が入っているが、『男たちの挽歌』の続編シリーズのあらすじとは無関係の作品である。プロデューサーのテレンス・チャンの尽力によりアメリカ公開され、ジョン・ウーとチョウ・ユンファが後にハリウッド進出を果たすきっかけとなった。
自分の誤射で失明させてしまった女性への悲恋と、その主人公の殺し屋と刑事の間に芽生えた淡く切ない男の友情が描かれた作品で、後のジョン・ウー作品のシンボルとされる白鳩を使った演出はこの映画で初めて登場する。ジャック・ヒギンズ原作の『死にゆく者への祈り』(A Prayer for the Dying)を想起させるようなラブストーリーを絡めることで、アクション映画を「ファンタジックな寓話」の領域まで昇華させた作品と評され、白鳩が舞う教会での激しくも美しい描写の大銃撃戦が見どころとなっている。

## ストーリー
仕事から足を洗おうとしていたジェフリーは、銃撃戦に巻き込み失明させてしまったクラブ歌手ジェニーの治療費を稼ぐため、組織から最後の殺しを引き受ける。だが、それがもとで刑事リー、そして組織からも追われる身に。一方リーは、警察組織から爪弾きにされている自分と、孤立するジェフリーの姿が重なり、奇妙な絆を感じ始める。やがて、同じ敵を持つ者として互いを認め合い、彼らは二人だけで組織との最終決戦に挑む…。

## キャスト
※括弧内は日本語吹替キャスト（左は旧DVD版、右は新DVD・BD版）
- ジェフリー：チョウ・ユンファ(相沢正輝/磯部勉)
  - ジェニーからは「ジョン」と呼ばれる。
- リー：ダニー・リー（中国語版）(山野井仁/石丸博也)
- ジェニー：サリー・イップ(日野由利加/佐々木優子)
- シドニー：チュウ・コン(小形満/納谷六朗)
- ランディ：ケネス・ツァン(石井隆夫/千田光男)
- ジョニー：シン・フイオン(廣田行生/池田勝)

## スタッフ
- 監督・脚本：ジョン・ウー
- 製作：ツイ・ハーク
- 撮影：アーサー・ウォン、ピーター・パウ
- 音楽：ローウェル・ロー
- アクション指導：チン・シウトン、劉志豪